# Freikirchen in Österreich
Das Bündnis Freikirchen in Österreich (FKÖ) ist seit 2013 eine anerkannte Religionsgemeinschaft in Österreich und besteht aus fünf freikirchlichen Bünden. Diese Freikirchen praktizieren die Gläubigentaufe, lehnen also die Taufe von Kleinkindern ab. Gemäß Christoph Schönborn sind die Freikirchen in Österreich die unter Christen am stärksten wachsende Gruppe. Ihnen gehörten (Stand 2013) ungefähr 20.000 Menschen in 160 Gemeinden an.

## Geschichte
Seit Beginn der Christianisierung wurde Österreich jahrhundertelang von der römisch-katholischen Kirche geprägt. Daher konzentriert sich die österreichische Kirchengeschichtsschreibung hauptsächlich auf den Katholizismus. In Überblicksdarstellungen werden daneben auch die Evangelische Kirche sowie die Orthodoxie mit einbezogen. Ebenso wird die Täuferbewegung des 16. Jahrhunderts erwähnt, aber kaum die neueren Freikirchen.

### Vorgeschichte in Österreich
Die durch Martin Luther ausgelöste Reformation wird auch in Freikirchen als wichtiges Ereignis geschätzt. Aus freikirchlicher Sicht ist es „ein bleibendes Verdienst der Reformatoren, aufgezeigt zu haben, dass ein – im Vergleich mit dem traditionellen kirchlichen Verständnis – anderer, neuer Blick auf die Bibel sowie eine veränderte Umsetzung ihrer Aussagen möglich sind.“ Angestoßen durch die reformatorischen Initiativen von Luther und Ulrich Zwingli entstand die Täuferbewegung, gewissermaßen als radikal-reformatorische Strömung. Diese breitete sich auch in der Habsburgermonarchie rasch aus. Sie konnte sich jedoch aufgrund der von den habsburgischen Herrschern angeordneten Verfolgung nicht auf Dauer halten. Daran änderte auch das Toleranzpatent von 1781 nichts; es bezog sich nur auf Lutheraner und Reformierte (sowie Orthodoxe). Im Kontext der Ansiedlungen an der Militärgrenze wurden einige Ausübungsrechte ausgesprochen, die aber im Absolutismus wieder verlustig gingen.
Erst im späteren 19. Jahrhundert setzte eine gewisse Tolerierung einiger Gemeinschaften ein. Die Herrnhuter Brüdergemeine war die erste freikirchenähnliche staatlich anerkannte Kirche in Österreich. Sie wurde 1880 unter dem Namen Evangelische Brüderkirche (Herrnhuter-Brüderkirche) anerkannt (wobei die Anerkennung mangels aktiver Gemeinden in Österreich 2012 wieder aufgehoben wurde). Im frühen 20. Jahrhundert (in dem auch der Islam Bosniens anerkannt wurde) gab es in entlegeneren Gebieten Österreich-Ungarns genehmigte Glaubensgemeinden (so etwa die Mennoniten in Lemberg/Galizien 1908).
Die älteste organisatorisch durchgängig bestehende Freikirche auf dem Gebiet des heutigen Österreichs sind die Baptisten. Bereits ab 1846 trafen sich in Wien einige Baptisten zu einem kleinen Kreis, zu dem später auch Edward Millard von der Bibelgesellschaft als wichtige Stütze stieß. 1869 gründeten sie formell eine Gemeinde. Pfingstgemeinden entstanden in den 1920er Jahren in Wien sowie im Bundesland Salzburg (und dann auch in Bad Ischl). Bünde solcher Gemeinden entstanden ab den 1940er und 1950er Jahren, zu dieser Zeit auch erste Mennoniten-Gemeinden. Der Bund Evangelikaler Gemeinden entstand in den 1990er Jahren. Die Elaia-Gemeinschaft, die als solche in Österreich entstand, ist ein Zusammenschluss mehrerer charismatischer Gemeinden, die Israel als Wurzel des Christentums betonen, in den 2000er Jahren.
Die Methodisten stellten bereits 1892 einen Antrag auf Anerkennung als Kirche, die Baptisten 1906. Dieser und weitere Anträge wurden staatlicherseits verschleppt und schließlich abgelehnt. Auch ein entsprechender Antrag der Mennoniten wurde 2009 abgelehnt. 1998 erhielten Baptisten, Evangelikale und Pfingstler den neuen Status einer Bekenntnisgemeinschaft, 2001 folgten die Mennoniten, 2006 die Elaia-Christengemeinden. Aber auch solche Bekenntnisgemeinschaften erlebten Benachteiligungen und rechtliche Unsicherheiten, so dass weiterhin eine volle Anerkennung angestrebt wurde. Bei den Beratungen und Kontaktaufnahmen dafür gab es Unterstützung durch eine seit 2009 aktive katholische Arbeitsgruppe. Im Laufe dieser Gespräche erwies sich als aussichtsreichster Weg ein Zusammenschluss der freikirchlichen Bünde. Nach zwei Jahren kam es zu einem solchen Zusammenschluss. Zwischen Evangelikalen und Pfingstlern hatte es theologische Unterschiede gegeben, aber die freikirchlichen Leiter erkannten eine große gemeinsame Basis.

### Anerkennung 2013
Diese fünf Bünde hatten bisher den Status von eingetragenen religiösen Bekenntnisgemeinschaften – das ist eine mittlere Stufe zwischen privaten Vereinen einerseits und anerkannten Kirchen und Religionsgesellschaften andererseits.
Das Bekenntnisgemeinschafts-Gesetz von 1998 fordert für eine gesetzliche Anerkennung, dass die betreffende Gemeinschaft eine Mitgliederzahl von 2 ‰ der österreichischen Bevölkerung (zur Zeit der Anerkennung der Freikirchen etwa 8,5 Millionen) aufweist, also zu dieser Zeit ungefähr 17.000 Mitglieder hat. Die maßgebliche Volkszählung war jene von 2001. Damals wurde auch noch das Religionsbekenntnis erfragt. Dabei bekannten sich von der Wohnbevölkerung (also österreichische Staatsbürger und Ausländer zusammengerechnet) zu den Pfingstgemeinden 7.186, zu den Evangelikalen 4.892, zu den Baptisten 2.108 und zu den Mennoniten 381 Menschen, also insgesamt 14.567. Hier wurden wohl auch die nicht getauften „religionsunmündigen“ Kinder von ihren Eltern mit angegeben (was für einen Vergleich mit der Mitgliederzahl von Volkskirchen, die eine Säuglingstaufe praktizieren, auch angemessen ist). Zur Anerkennung 2013 konnte eine Mitgliederzahl von etwa 20.000 glaubhaft dargestellt werden.
Die Anerkennung „als Kirche (Religionsgesellschaft)“ erfolgte per Verordnung der Unterrichtsministerin vom 26. August 2013. Mit der Anerkennung ist der Status einer Körperschaft des öffentlichen Rechts verknüpft:

„Anerkennung der Anhänger des Bundes der Baptistengemeinden, des Bundes Evangelikaler Gemeinden, der ELAIA Christengemeinden, der Freien Christengemeinde – Pfingstgemeinde und der Mennonitischen Freikirche in Österreich als Kirche (Religionsgesellschaft).“

Der Antrag wurde im Januar 2013 eingebracht, die Anerkennung als Kirche erfolgte am 26. August 2013 durch das Bundesministerium für Unterricht, Kunst und Kultur, als die 16. staatlich anerkannte Kirche oder Religionsgesellschaft.
Die Anerkennung der Freikirchen wurde auch von Repräsentanten der Volkskirchen unterstützt. Rechtsanwalt Peter Krömer, der auch Präsident der Synode der Evangelischen Kirche A.B. ist, vertrat die Freikirchen bei ihrer Antragstellung.

## Glaubensgrundlage
In ihrer gemeinsamen Glaubensgrundlage bekennen sich die Freikirchen „zu Jesus Christus als Herrn und Erlöser der Welt“, und sie haben die Bibel als „Grundlage ihres Glaubens, Denkens und Handelns“. Außerdem sind sie mit allen Christen weltweit verbunden und verweisen auf das gemeinsame Apostolische Glaubensbekenntnis.
Als ihre Aufgabe sehen die Freikirchen die Verbreitung der Heilsbotschaft Jesu Christi; „Gottes Liebe und wiederherstellende Kraft soll durch das Leben und Wirken ihrer Mitglieder sichtbar werden und auf diese Weise Menschen und Gesellschaften verändern.“
Und sie sehen die Bibel als von Menschen „mit Hilfe göttlicher Eingebung geschrieben und zusammengestellt“; als „Wort Gottes“, ohne Einschränkungen zuverlässig, „höchste Richtlinie in allen Fragen des Glaubens und der Lebensführung.“
In ihrer Darstellung des theologischen Profils der FKÖ nennen Anna Bösch und Franz Graf-Stuhlhofer folgende „zentrale theologische Anliegen“: Jesus als Dreh- und Angelpunkt, persönlicher Glaube, die Bibel als Grundlage, theologische Ausbildung, selbständige und aktive Ortsgemeinden, Verbundenheit mit allen Christen, Bedeutung von Mission sowie Trennung und Zusammenwirken von Staat und Kirche. In einer Analyse der Glaubensgrundsätze der FkÖ sowie ihrer fünf Bünde vergleicht Graf-Stuhlhofer folgende sieben Themenbereiche: das zentrale Evangelium, Gott und die Bibel, die Christenheit und die Freikirchen, nichtchristliche Religionen, ethische Fragen, wichtige Vorgänge in der Gemeinde, Schöpfung und Neu-Schöpfung.
Bei konkreten Fragen gibt es Unterschiede auch innerhalb der Bünde: Walter Klimt schätzt, dass etwa die Hälfte der Gemeinden Frauen in Leitungsfunktionen zulassen. Im Hinblick auf die Betonung der Autonomie der einzelnen Gemeinde verweist Klimt darauf, dass es in allen fünf Bünden mehr als 98 % Zustimmung zu dem Zusammenschluss gab, dass somit das Einfügen in ein größeres Ganzes durchaus bejaht wurde.

## Organisation
Die Freikirchen betonen – im Sinne des Kongregationalismus – die Selbständigkeit der einzelnen örtlichen Gemeinde. Der Zusammenschluss dieser fünf Gemeindebünde stellt keine hierarchisch geleitete Kirche dar, denn die einzelnen Bünde können weiterhin eigenständig entscheiden. Dass eine anerkannte Religionsgesellschaft mehrere organisatorisch eigenständige Gemeinden oder Gemeindeverbände auch mit in Einzelheiten durchaus unterschiedlicher theologischer Ausrichtung vertritt, ist nicht neu, sondern gilt z. B. auch für die katholische (Rom-unierte) und lutherisch/reformierte Kirche und andere mehr. Weltweit ungewöhnlich ist aber ein so breiter Zusammenschluss von evangelischen Freikirchen.
Die Evangelisch-methodistische Kirche, international oft den Freikirchen zugeordnet, bildet als Evangelisch-methodistische Kirche in Österreich hingegen eine eigene Kirche, die den lutherisch/reformierten Evangelischen (A. u. H. B) besonders nahesteht.

### Beteiligte Freikirchen
Den Freikirchen in Österreich gehören folgende Bünde an (vorletzte Spalte Anzahl der örtlichen Gemeinden Anfang der 2010er Jahre, bei den größeren Bünden ungefähr; in der letzten Spalte ungefähre Mitgliederzahlen Anfang der 2000er Jahre):
| Logo |                                                  | G.  | M.        |
| ---- | ------------------------------------------------ | --- | --------- |
|      | Bund der Baptistengemeinden in Österreich        | 025 | 02000 (1) |
|      | Bund Evangelikaler Gemeinden in Österreich (BEG) | 045 | 05000     |
|      | Freie Christengemeinde – Pfingstgemeinde (FCGÖ)  | 080 | 07200     |
|      | Elaia Christengemeinden (ECG)                    | 07  | 0400      |
|      | Mennonitische Freikirche Österreich              | 06  | 0400      |

(1) 2014: um 1400
Die hier vereinigten Bünde stellen aber nicht die Gesamtheit der österreichischen Freikirchen dar: Daneben gibt es „weitere freikirchliche Gemeinden, denen sich die Freikirchen in Österreich verbunden fühlen.“ Die Gesamtzahl der Gemeinden dürfte 300 umfassen, die der freikirchlichen Christen in Österreich könnte um die 50.000 betragen.

### Anzahl der Mitglieder
Im Jahr 2001 hatten die vier in die Volkszählung einbezogenen Bünde miteinander 103 Gemeinden mit amtlich gezählten knapp 15.000 Mitgliedern. Im Jahr 2012 – nun mit den sieben Elaia-Gemeinden – waren es bereits 166 Gemeinden, das ist eine Zunahme um mehr als die Hälfte. Dabei handelt es sich nur z. T. um neue Gemeinden; viele existierten bereits früher, schlossen sich aber erst in den Jahren 2001–2012 einem der Bünde an (vor allem charismatische Gemeinden, die sich dem Bund der Pfingstgemeinden anschlossen). In ähnlicher Weise gab es auch einen Anstieg bei den Mitgliedern dieser fünf Bünde. Eine Schätzung seitens der Freikirchen kommt auf mehr als 20.000 Menschen.
Besonders viele freikirchliche – zu den FKÖ gehörende – Gemeinden gibt es in Wien und in Oberösterreich (jeweils mehr als 30). Die Pfingstgemeinden sind in sieben Bundesländern stark vertreten (ausgenommen Tirol und Burgenland). Die Baptisten haben in Wien fast die Hälfte ihrer Gemeinden. Mennonitengemeinden gibt es vor allem in Oberösterreich.

### Strukturen
Die Koordination dieser Freikirchen in Österreich erfolgt durch einen im Jahr 2013 gebildeten, aus Leitenden dieser Bünde bestehenden Rat. Den Vorsitz übernahm zu Beginn Walter Klimt und übergab ihn 2015 an Edwin Jung, der ihn 2017 an Reinhold Eichinger übergab. Es ist vorgesehen, dass nach jeweils zwei Jahren der Vertreter eines anderen Bundes den Vorsitz übernimmt. Der Rat besteht aus neun Personen, wobei die Bünde entsprechend ihrer Mitgliederzahl unterschiedlich stark vertreten sind: Zum Anfangszeitpunkt im Jahr 2013 war die Pfingstgemeinde neben Jung durch Anton Bergmair und Eduard Griesfelder vertreten, die Baptisten neben Klimt durch Anita Ivanovits, die Evangelikalen durch Erich Röhrer und Reinhold Eichinger, Elaia durch Helmuth Eiwen und die Mennoniten durch Reinhard Kummer.
Im September 2019 wurde ein neuer Vorsitzender gewählt, nämlich Reinhard Kummer von der Mennonitischen Freikirche, als Nachfolger von Reinhold Eichinger vom Bund Evangelikaler Gemeinden. Stellvertreter wurde Karl Peloschek, Vorsitzender der Elaia Christengemeinden. Ende September 2021 folgte Peloschek in einem turnusmäßigen Vorsitzwechsel auf Reinhard Kummer.

### Religionsunterricht
Im September 2014, also ein Jahr nach der Anerkennung, starteten die Freikirchen mit einem eigenen gemeinsamen Religionsunterricht an Schulen. Er erstreckt sich über alle Bundesländer; es nehmen daran fast 2300 Schüler teil, und es unterrichten mehr als 100 Religionslehrer (im Schuljahr 2021/22). Die Zahl der teilnehmenden Schüler wächst jährlich um etwa 10 %. In Oberösterreich nehmen etwa 1000 Schüler am freikirchlichen Religionsunterricht teil (Stand 2022), das ist fast die Hälfte aller Teilnehmer. Für die Organisation in OÖ und Land Salzburg ist Annemarie Pirschel zuständig; sie ist die einzige freikirchliche Fachinspektorin, die seit 2014 diese Funktion hat; in allen anderen Bundesländern gab es Wechsel bei den Fachinspektoren. Das 2014 gegründete Schulamt wird seit Beginn von Armin Wunderli geleitet.
An der Kirchlichen Pädagogischen Hochschule gab es ab 2014 mehrmals den Lehrgang „Religion freikirchlich“ (mit nur 15 credits); der Schwerpunkt „Freikirchliche Religion“ (mit 60 credits) für Volksschullehrer gibt es seit 2018. Hier unterrichten Armin Wunderli, Franz Graf-Stuhlhofer und Paul Tarmann.